# 砲彈樹
砲彈樹（学名：Couroupita guianensis），为玉蕊科砲彈樹属下的一个种。种加词 guianensis 意为“圭亚那的”。原產地中南美洲。

## 名称
本種因其碩大球形果實，狀如中世紀發明的砲彈而得名，英、法語的俗稱即是砲彈樹：, 。

## 形态
砲彈樹為熱帶雨林裡著名的幹生花大型喬木，樹幹筆直，高可達35公尺。果實直徑可達20多公分，成熟期，一顆顆掛滿筆挺的樹幹，實為壯觀。白色果肉可食，因具特殊氣味，許多人唯恐避之不及。白色果肉在空氣氧化下有轉變成藍色的現象。花序由樹幹生出，呈總狀花序排列，大而豔麗的花朵造型特異，花瓣內側橘紅，外側淡黃。雄蕊量多，分可孕性與不孕性兩部分，雌蕊單一位於花朵最內裡的中心部位。

## 圖片
- 砲彈樹的花與果。
- 砲彈樹的花。
- 砲彈樹的花。
- 砲彈樹的花。
- 砲彈樹的花。